# Arremonops
Arremonops é um gênero de ave da família Emberizidae.

## Espécies
Quatro espécies são reconhecidas para o gênero Arremonops:
- Arremonops rufivirgatus (Lawrence, 1851)
- Arremonops tocuyensis Todd, 1912
- Arremonops chloronotus (Salvin, 1861)
- Arremonops conirostris (Bonaparte, 1850)